# Fortunato Aloi
Fortunato Aloi (Reggio Calabria, 8 dicembre 1938) è un politico italiano.

## Biografia
Docente negli istituti superiori. Dirigente missino e consigliere comunale e provinciale di Reggio Calabria, fu uno dei protagonisti nel 1970 della Rivolta di Reggio. Alle politiche del 1972 fu eletto deputato alla Camera per la lista del Movimento Sociale Italiano. Non rieletto nel 1976. Torna invece deputato nel 1983, fino al 1987.
Nel 1994 torna alla Camera con Alleanza Nazionale e diviene sottosegretario all'Istruzione nel governo Berlusconi I. Rieletto nel 1996 è stato parlamentare fino al 2001 ricroprendo tra l'altro la carica di vice presidente della Commissione Agricoltura della Camera. Non ha riproposto la candidatura nel 2001. Nel 2005 è il candidato di Alternativa Sociale alla presidenza della regione Calabria, non riuscendo tuttavia ad entrare in Consiglio regionale.

## Opere
- Parlamento contro... luce (noterelle di uno dei... mille cittadini del palazzo), Pellegrini, 2001.
- Mezzogiorno oggi. Attualità della «questione meridionale», Pellegrini, 2003.
- Giovanni Gentile ed attualità dell'attualismo, Pellegrini, 2004.
- Tra gli scogli dell'io, Pellegrini, 2004.
- Parlamento in... chiaroscuro, Città del Sole Edizioni, 2005.
- La valorizzazione della lingua italiana, Pellegrini, 2006.
- Parlamento: nostalgia del non... ritorno, Città del Sole Edizioni, 2007.
- Riflessioni politico-morali e attualità valori cristiani, Pellegrini, 2008.
- Giovanni Gentile ed attualità dell'attualismo, Pellegrini, 2011.
- Santa Caterina. Il mio rione. Ediz. italiana e inglese, Pellegrini, 2012.
- I fatti del '70. Reggio. Rivolta di popolo. Aspetti e risvolti con nuove inedite testimonianze, Città del Sole Edizioni, 2012.
- Cultura senza egemonie. Per un umanesimo umano, Pellegrini, 2013.
- Microstorie della mia Reggio, Città del Sole Edizioni, 2013.
- Il ritorno di Gentile (a settant'anni dalla morte). Atti del Convegno nazionale Giovanni Gentile, Pellegrini, 2014.
- Discorsi parlamentari. Interventi alla Camera dei Deputati 1972-2001, Pellegrini, 2015.
- Scritti sul fascismo, Pellegrini, 2016.
- Alla regione per la Calabria. Discorsi pronunciati in Consiglio Regionale dal giugno 1990 al dicembre 1992, Pellegrini, 2016.
- Vaganti... frammenti di io, Pellegrini, 2017.